# Streicher Fahrzeug- und Kunstmuseum

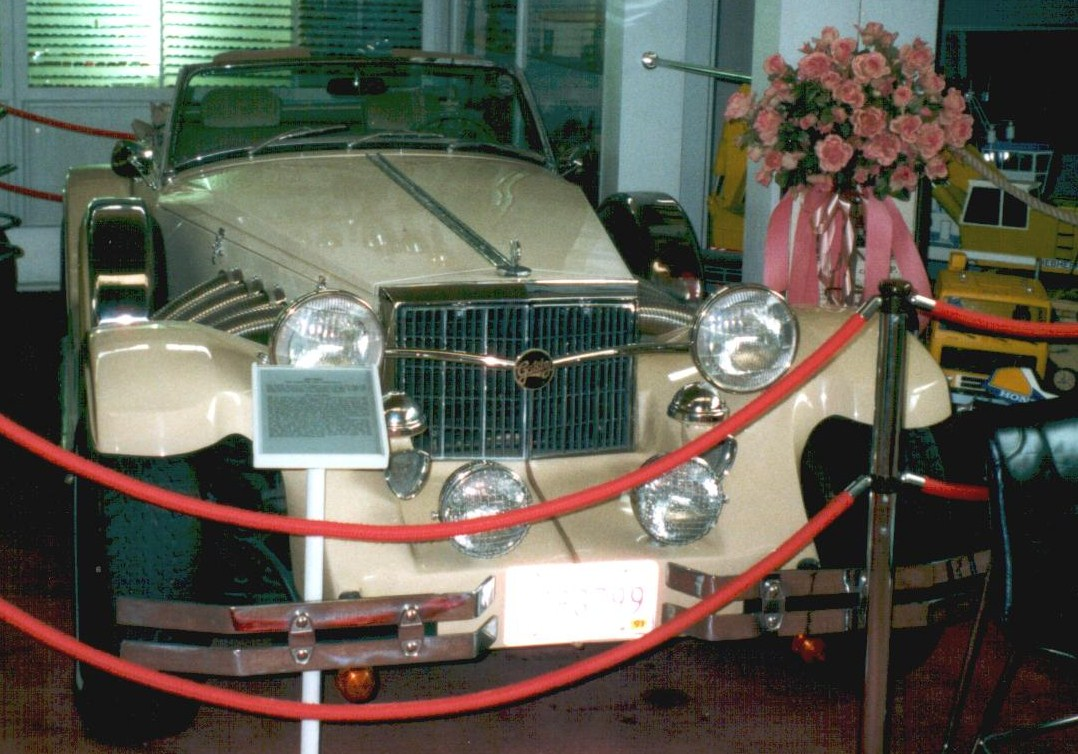
Gatsby

Das Streicher Fahrzeug- und Kunstmuseum ist ein Museum in Bayern.

## Geschichte
Der Autohändler Albert Streicher gründete 1991 das Auto- und Kunstmuseum. Es befindet sich im Ortsteil Stritzling von Lalling. Inzwischen leitet es Roland Streicher. Früher war es an drei Tagen pro Woche geöffnet. Inzwischen wird es nur noch nach Vereinbarung geöffnet.

## Ausstellungsgegenstände
Im Museum sind etwa 100 alte Autos ausgestellt. Bekannt sind Ferrari F40, Porsche 959 und 956, Lamborghini Diablo, BMW M1, Bugatti Type 51 und Goliath Pionier; Lamborghini Countach und De Tomaso Mangusta;
Bugatti Type 57; De Tomaso Pantera, Maserati Bora, Lamborghini Jalpa 3500, Bugatti Type 35, Fiat 508, Wanderer W 17, Amilcar Type CGS, Gatsby, BMW Isetta und Victoria Spatz; Messerschmitt Kabinenroller und Zündapp Janus; VW Käfer und Jaguar XJS sowie DKW-Schnellaster.
Daneben sind 200 Motorräder zu sehen. Dazu gehören eine Böhmerland, Indian Four und Velocette sowie BMW R 42.
Die Sammlung der Modellautomobile umfasst mehr als 22.000 Exponate.
Glaskunst von Kristian Klepsch und Gemälde befinden sich in der Kunstabteilung des Museums.